# Tazobaktam
Tazobaktam – organiczny związek chemiczny, związek syntetyczny, sulfon pochodny kwasu penicylanowego, mający strukturę antybiotyku β-laktamowego. Należy do inhibitorów β-laktamaz, które mogą być podawane razem z antybiotykami β-laktamowymi, w celu uchronienia ich przed zniszczeniem przez bakteryjne β-Laktamazy.
Obecnie stosuje się połączenia tazobaktamu z piperacyliną (Tazocin).

## Mechanizm działania
Tazobaktam łączy się z miejscem aktywnym β-laktamaz, w ten sposób uniemożliwia jego interakcję z antybiotykiem. Wiązanie takie jest bardzo wolno hydrolizowane, dlatego też tazobaktam jest uważany za inhibitor nieodwracalny.

## Zakres działania
Tazobaktam, podobnie jak inne inhibitory β-laktamaz, hamuje β-laktamazy należące do grupy II według klasyfikacji Karen Bush. Nie działa natomiast na chromosomalną cefalosporynazę AmpC i metalo-β-laktamazę. Ponadto większą aktywność wykazuje wobec β-laktamaz kodowanych plazmidowo, niż kodowanych chromosomalnie.
Tazobaktam ma również sam w sobie aktywność przeciwbakteryjną, jednak w stężeniach, które nie są osiągalne podczas terapii.